# Даница Масниковић
Даница Масниковић је српска сликарка. Рођена је 21. маја 1941. године у Брну, Чешка.

## Биографија
У Брну је завршила Вишу уметничку школу. Дипломирала је 1965. на садашњем Факултету ликовних уметности, одсек графика у класи Бошка Карановића. Постдипломске студије завршила је на истом факултету 1967. године. Члан је УЛУС-а. Добитник је многобројних угледних награда. Слике, графике и цртеже излагала је на преко 200 самосталних колективних изложби у земљи и иностранству. Бави се цртежом, акварелом, сликом и графиком.

### Дела
Дела Данице Масниковић се налазе у колекцијама Народног музеја Београда, Музеја савремене уметности у Београду, Музеја града Београда, Народног музеја у Крагујевцу и Народног музеја у Сремској Митровици. Платна ове уметнице красе просторе многих значајних здања као што су Политика, Радио-телевизија Србије, Делта холдинг и многе друге.
Дела Данице Масниковић налазе се и у сталној поставци галерије-антикварнице "ДАДА" у Чумићевом сокачету број 54. Живи и ради као слободан уметник. 
- Папагај црвени, уље на платну
- Скакавац, уље на платну
- Плави коњ, уље на платну
- Пас, акварел

## Изложбе
- 1967. године - Велики печат Графичког колектива
- 1969. године - Награда Трећег тријенала савременог југословенског цртежа у Сомбору
- 1985. године - Награда Десете Загребачке изложбе југословенског цртежа
- 1986. године - Награда изложбе "Београд, инспирација уметника"
- 1997. године - Награда 23. пролећне изложбе УЛУС-а, Крагујевац
- 1999. године - Награда за фигуративни акварел, Крагујевац
- 2000. године - Награда шесте изложбе акварела, Шабац